# Coriandrum tordylium
Coriandrum tordylium är en växtart i släktet koriandrar och familjen flockblommiga växter. Den beskrevs först av Edward Fenzl, och fick sitt nu gällande namn av Joseph Friedrich Nicolaus Bornmüller. Arten är en ettårig ört som förekommer från Turkiet till Libanon.